# Моше Шарет
Моше Шарет (хебр. משה שרת; рођен као Моше Шерток, хебр. משה שרתוק‎, 15. октобар 1894 — 7. јул 1965), био је други Премијер Израела (1953 — 1955), служећи мало мање од две године између два мандата Давида Бена Гуриона.
Родио се у Украјини, а емигрирао је у Палестину 1908. Његова породица је била једна од оснивача Тел Авива.
Течно је говорио арапски, и радио је као службеник у Хистадрут радничкој унији. Од 1933. до 1948, је водио преговоре између ционистичког покрета и Британске Палестине, који су довели до стварања Израела.
Због овог искуства, Моше Шарет је постао први министар спољних послова Израела. Његово основно постигнуће су били Договори о примирју 1949., који су окончали званична непријатељства између Израела и арапских држава током Арапско-израелски рат 1948.
Шарет је постао премијер по пензионисању Бен-Гуриона. Сматран је умереним, залагао се за дипломатске односе са околним државама, али га је убрзо поново заменио Бен-Гурион.
Моше Шарет је служио као министар спољних послова (1956), а затим је био председавајући Јеврејске агенције до 1960.